# Појана Фантаниј (Долж)
Појана Фантаниј (рум. Poiana Fântânii) насеље је у Румунији у округу Долж у општини Арђетоаја. Oпштина се налази на надморској висини од 175 m.

## Становништво
Према подацима из 2011. године у насељу је живело 208 становника.